# Манилово (Марі-Турецький район)
Манило́во (рос. Манылово, марій. Манылово) — село у складі Марі-Турецького району Марій Ел, Росія. Входить до складу Марі-Біляморського сільського поселення.

## Населення
Населення — 35 осіб (2010; 49 у 2002).
Національний склад (станом на 2002 рік):
- росіяни — 53 %
- марійці — 47 %